# Ely Moore

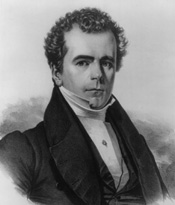
Ely Moore

Ely Moore (* 4. Juli 1798 bei Belvidere, New Jersey; † 27. Januar 1860 in Lecompton, Kansas) war ein US-amerikanischer Politiker. Zwischen 1835 und 1839 vertrat er den Bundesstaat New York im US-Repräsentantenhaus.

## Werdegang
Ely Moore wurde Ende des 18. Jahrhunderts bei Belvidere geboren. Er besuchte öffentliche Schulen und zog dann nach New York City. Moore studierte Medizin, praktizierte aber nicht extensiv. Er wurde Drucker und danach Redakteur der National Trade Union, einer Gewerkschaftszeitung in New York City. Politisch gehörte er der Jacksonian-Fraktion an. Bei den Kongresswahlen des Jahres 1834 wurde Moore im dritten Wahlbezirk von New York in das US-Repräsentantenhaus in Washington, D.C. gewählt, wo er am 4. März 1835 die Nachfolge von Churchill C. Cambreleng, Campbell P. White, John J. Morgan und Charles G. Ferris antrat, welche zuvor zusammen den dritten Distrikt im US-Repräsentantenhaus vertreten hatten. Er wechselte vor den Kongresswahlen des Jahres 1836 zu der Demokratischen Partei. Nach einer erfolgreichen Wahl verzichtete er im Jahr 1838 auf eine erneute Kandidatur und schied nach dem 3. März 1839 aus dem Kongress aus.
In den Jahren 1838 und 1839 war er politischer Redakteur der New York Evening Post. Zwischen 1839 und 1845 war er Präsident der Handelskammer (Board of Trade) und Sachverständiger (surveyor) im Port of New York City. Präsident James K. Polk ernannte ihn dann 1845 zum US Marshal für den südlichen Bezirk von New York. Er wurde Eigentümer und Redakteur des Warren Journal von Belvidere. 1853 wurde er zum Agent für die Miami und die Indianerstämme in Kansas ernannt. Zwei Jahre später war er als Register im Bundesgrundbuchamt in Lecompton tätig, eine Stellung, die er bis 1860 innehatte. Er verstarb dort am 27. Januar 1860 und wurde dann auf seiner naheliegenden Farm beigesetzt.